# Harry Meyen

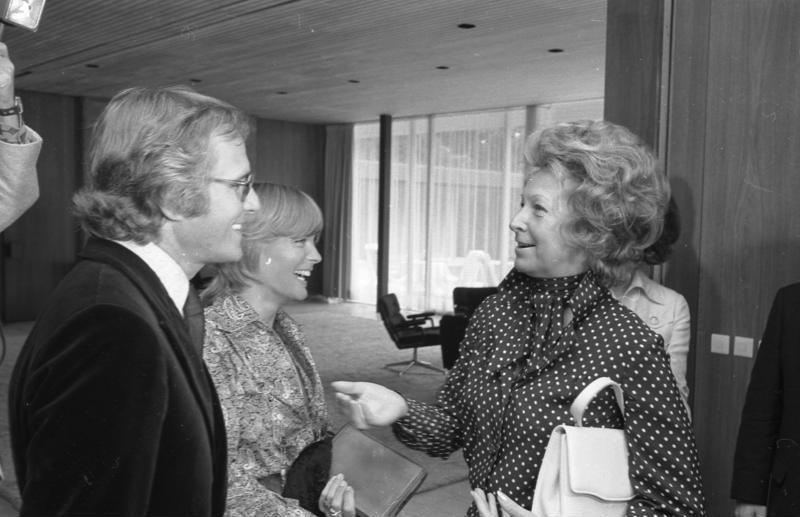
Harry Meyen, Romy Schneider und Rut Brandt (1971)

Harry Meyen (* 31. August 1924 als Harald Haubenstock in Hamburg; † 14. April 1979 ebenda) war ein deutscher Schauspieler und Regisseur.

## Leben
Meyen wurde 1924 als Sohn eines jüdischen Kaufmanns geboren, der während der Zeit des Nationalsozialismus in ein Konzentrationslager verschleppt wurde. Als Achtzehnjähriger wurde Meyen als sogenannter „jüdischer Mischling ersten Grades“ verhaftet. Er überlebte das KZ Neuengamme und wurde am 3. Mai 1945 von Amerikanern befreit.
Meyens berufliche Laufbahn begann 1945 bei Willy Maertens am Hamburger Thalia Theater, dem er sieben Jahre angehörte. Danach spielte er drei Jahre am Aachener Stadttheater und ab 1955 an Berliner Bühnen. Er wirkte auch in zahlreichen Kinoproduktionen mit, in denen er meist als junger Mann aus gutem Hause besetzt wurde, und drehte mit renommierten Regisseuren wie Helmut Käutner, Falk Harnack und Wolfgang Staudte. In der Zuckmayer-Verfilmung Des Teufels General spielte er 1955 einen jungen Fliegeroffizier, dem Curd Jürgens als General Harras ins Gewissen redet. Meyen nahm im Laufe seiner Karriere immer wieder Filmrollen in Nazi-Uniform an. 
Ab Mitte der sechziger Jahre wandte er sich wieder verstärkt der Bühne zu und er erwarb sich den Ruf eines bekannten und versierten Boulevard-Schauspielers und -Regisseurs. Gegen Ende seiner Karriere war Meyen häufiger in Fernsehspielen zu sehen.
Als Synchronsprecher lieh er seine Stimme u. a. Dirk Bogarde (Verbrechen ohne Schuld), Robert Mitchum (Dick und Doof – Die Tanzmeister; erste Synchronfassung), Michel Piccoli (Trio Infernal), Peter Sellers (Dr. Seltsam oder: Wie ich lernte, die Bombe zu lieben – jedoch nur in der Rolle als Präsident) und Jean-Louis Trintignant (Le Train).

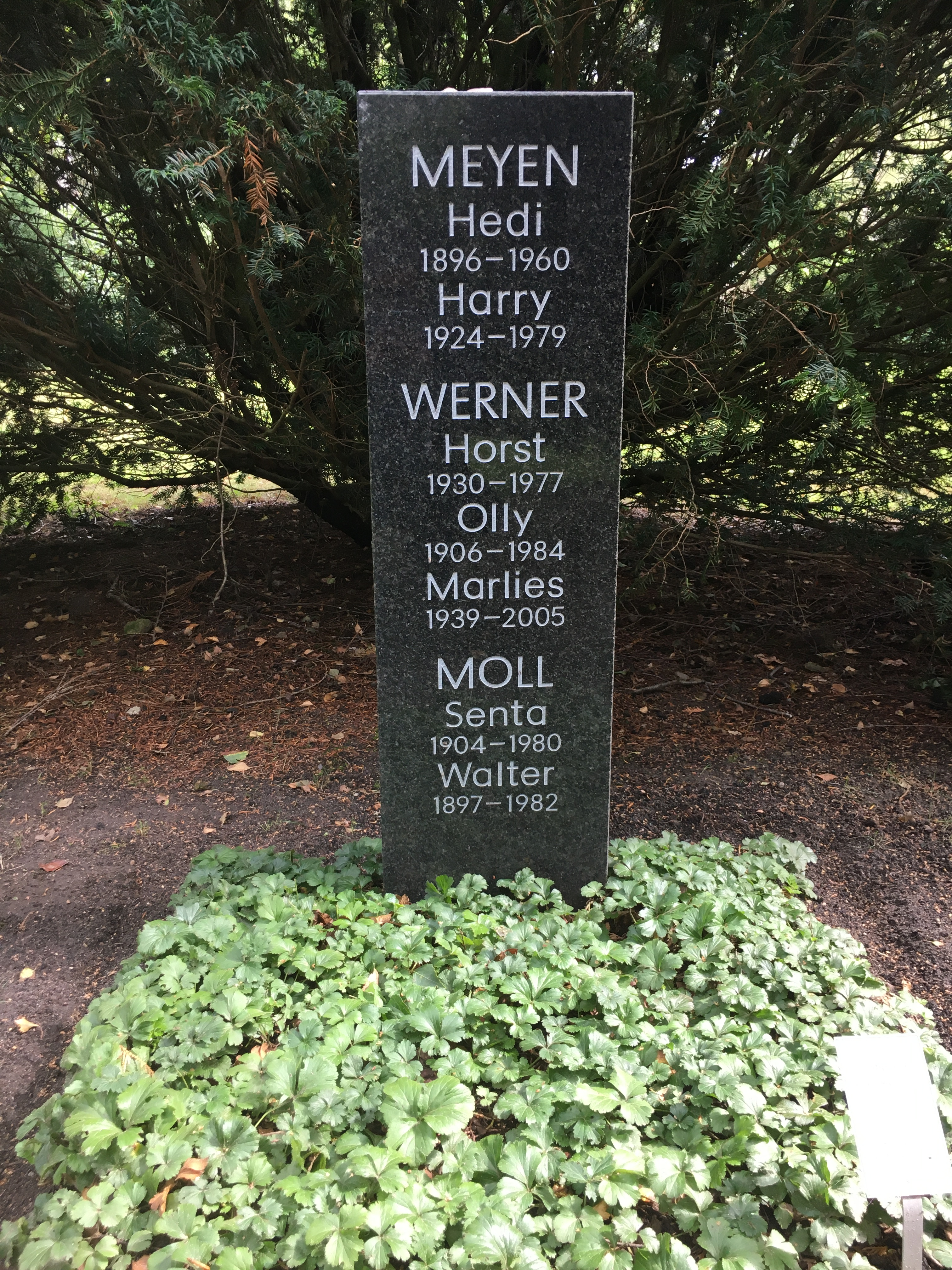
Grabstätte von Harry Meyen auf dem Ohlsdorfer Friedhof

Meyen war von 1953 bis zu ihrer Scheidung 1966 mit der Schauspielerin Anneliese Römer verheiratet. 1965 lernte er Romy Schneider kennen und heiratete sie 1966 in Saint-Jean-Cap-Ferrat. Am 3. Dezember 1966 kam ihr gemeinsamer Sohn David Christopher zur Welt. Meyen verlangte von Romy Schneiders Stiefvater Hans Herbert Blatzheim, dass die Verwaltung des Vermögens seiner Frau auf ihn übertragen würde. Die Familie lebte anfangs in Berlin, später in Hamburg. Romy Schneider verhalf ihrem Ehemann bei einigen ihrer Filme zu Gastrollen sowie zu Arbeiten als Synchronregisseur. Bei den Salzburger Festspielen vermittelte sie ihrem Mann die Inszenierung eines Stückes von Thomas Bernhard, die allerdings zum Misserfolg geriet. Auch bei zwei Operninszenierungen, Richard Wagners Tannhäuser und Rossinis Der Barbier von Sevilla, konnte Meyen die in ihn gesetzten Erwartungen als Regisseur nicht erfüllen. 1973 trennten sich Schneider und Meyen; 1975 erfolgte die Scheidung. Romy Schneider zahlte Harry Meyen eine Abfindung von ca. 1,4 Mio. DM. Danach zog sie mit dem gemeinsamen Sohn nach Frankreich.
Meyen litt sehr unter der Trennung. Engagements blieben aus, und seine Alkohol- und Tablettensucht bewirkte Depressionen. Sein Leben lang litt Meyen unter starker Migräne und nahm dagegen unter anderem Optalidon und Staurodorm. Verbunden mit Alkohol führen diese Medikamente häufig zu Benommenheit, Müdigkeit, Lichtempfindlichkeit, Angst und Suizidgefährdung. Meyens Rauschmittelkonsum steigerte sich im Laufe der Jahre. Am Ostersonntag 1979 wurde er von seiner Lebensgefährtin, der Schauspielerin Anita Lochner, tot aufgefunden: Er hatte sich in seinem Haus in Hamburg-Harvestehude selbst getötet. Beigesetzt wurde er im Familiengrab auf dem Friedhof Ohlsdorf in Hamburg im Planquadrat BO 63, Grab 864, nördlich der Mittelallee und östlich vom Prökelmoorteich.

## Filmografie
- 1948: Arche Nora
- 1951: K – Das Haus des Schweigens
- 1952: Der große Zapfenstreich
- 1952: Alraune
- 1952: Wir tanzen auf dem Regenbogen
- 1953: Träume auf Raten (Fernsehfilm)
- 1953: Geliebtes Leben
- 1953: Regina Amstetten
- 1954: Der treue Husar
- 1954: Fräulein vom Amt
- 1955: Des Teufels General
- 1955: Die Galerie der großen Detektive – Sergeant Cuff kann den Mondstein nicht finden
- 1956: Das Konzert (Fernsehfilm)
- 1956: Meine 16 Söhne
- 1956: Nacht der Entscheidung
- 1957: Skandal in Ischl
- 1957: Junger Mann, der alles kann
- 1958: Penelope oder Die Lorbeermaske (Fernsehfilm; Regie)
- 1958: Der eiserne Gustav
- 1958: Petersburger Nächte
- 1958: Madeleine und der Legionär
- 1959: Alt Heidelberg
- 1959: Freddy, die Gitarre und das Meer
- 1960: Eine Frau fürs ganze Leben
- 1960: Sturm im Wasserglas
- 1960: Liebling der Götter
- 1960: Das kunstseidene Mädchen
- 1961: Mörderspiel
- 1961: Mrs. Billings’ Scheidung (Fernsehfilm)
- 1961: Lebensborn
- 1962: Die Rote
- 1962: Frauenarzt Dr. Sibelius
- 1963: Die fünfte Kolonne (Fernsehserie, eine Folge)
- 1963: Der Mörder (Le Meurtrier)
- 1964: Die Gruft mit dem Rätselschloß
- 1966: Spion zwischen zwei Fronten (Triple Cross)
- 1966: Brennt Paris? (Paris brûle-t-il?)
- 1966: Der Tag des Zornes (Fernsehfilm)
- 1970: Endspurt (Fernsehfilm; auch Regie)
- 1971: Einer muß der Dumme sein (Fernsehfilm)
- 1972–1974: Der Kommissar (Fernsehserie, drei Folgen)
- 1975: Schließfach 763 (Fernsehfilm)
- 1975: Derrick – Kamillas junger Freund
- 1975: Ein Fall für Sie! – Sprechstunde nach Vereinbarung (Fernsehfilm)
- 1977: Der Alte – (Folge 4: Toccata und Fuge) (Fernsehserie)
- 1977: Derrick – Mord im TEE 91